# Guaire Aidni mac Colmáin
Guaire Aidne mac Colmáin (mort en 663)
est un roi de Connacht issu des Uí Fiachrach une branche des Connachta. Il appartient au sept Uí Fiachrach Aidhne. Il est le fils de Colmán mac Cobthaig, le frère et successeur de Loingsech mac Colmáin et règne de 655 à 663

## Premières années
Guaire semble avoir succédé à son père comme roi des Uí Fiachrach Aidhne en 622. En 629 il combat lors de la bataille de Carn Feradaig (Carhernarry, Comté de Limerick.) où il subit une défaite face au roi de Munster Faílbe Flann mac Áedo Duib (mort en 639). Son allié Conall mac Máele Dúib des Uí Maine est tué. Selon Geoffrey Keating, l'objectif de Guaire
lors de cette campagne était de recouvrer le Thomond une région du MunsterFrancis John Byrne estime que cette défaite marque le début de la véritable expansion des Déisi Tuisceart dans le Thomond. Il est également considéré que cette défaite est à l'origine de l'accession au trône de Connacht de Rogallach mac Uatach.

## Carn Conaill
L’événement suivant impliquant Guaire, relevé dans les annales est la bataille de Carn Conaill en en 649, dans son domaine patrimonial près de Gort). Lors de ce combat il est mis en fuite par l'Ard ri Erenn Diarmait mac Áedo Sláine (mort en 665) de Brega. Diarmait est l'agresseur dans cette guerre et le récit Cath Cairnd Chonaill donne de nombreux détails sur cet conflit. Diarmait obtient le soutien du monastère de Clonmacnoise et refuse la trêve sollicitée par Cummian (Cumméne Fota) (mort en 662), l'abbé de Clonfert, qui lui est envoyé par Guaire. Caimmín, abbé d'Inis Celtra, jette également une malédiction sur Guaire avant la bataille. Toutefois, Guaire réussit à transformer cette défaite en une victoire morale lorsqu'il se soumet à Diarmait et surpasse le roi par sa générosité envers les pauvres. Diarmait lui accorde alors un traité de paix et d'amitié.
Toujours selon ce récit ses alliés du Munster périssent dans ce combat: le roi de Munster Cúán mac Amalgado (mort en 641) (nommé Cúán mac Éndai dans le récit); Cúán mac Conaill, roi des Uí Fidgenti; et Tolomnach, roi des Uí Liatháin. Francis John Byrne estime
que cette mort est invraisemblable, en se basant sur la date de la mort de Cúán mac Amalgado dans les annales et sur l'improbabilité que les
Uí Liathain soient impliqués dans un conflit aussi loin de leur domaine du sud Munster. Les Annales d'Ulster et Annales d'Innisfallen ne mentionnent pas l'intervention du Munster qui est toutefois relevée dans les Annales de Tigernach. L'interaction avec les Ui Fidgenti est par contre évidente selon un poème du VIIIe siècle La Lamentation de Créide, qui reprend les lamentations de sa fille à la suite de la mort d'un jeune homme des Ui Fidgenti.

## Guaire dans les récits irlandais
De nombreuses anecdotes ont été conservés sur ses relations avec les saints hommes d'église comme Cumméne Fota (en) abbé de Clonfert, Caimmín d'Inis Celtra, et Colman mac Duagh (en) de Kilmacduagh. Il était associé avec l'église de Tuam Gréine (Tuamgraney) et l'ancêtre des abbés du VIIIe siècle du lieu. Il semble qu'il ait été le patron de l'expansion des saints de l'ouest du Munster au-delà du Shannon. Pour cette raison Francis John Byrne estime que son influence devait s'étendre sur une partie de l'actuel Munster notamment par la suzeraineté des tribus du Corco Mruad et du Corco Baiscind dans le Thomond qui deviendra ensuite le domaine du Dál gCais.
Dans le récit Scéla Cano meic Gartnáin (L'histoire de Cano mac Gartnain) le prince de Dalriada Cano, exilé vient vivre à sa cour où la fille de Guaire, Créide tombe amoureuse de lui. Malheureusement Creide est mariée à Marcán mac Tommáin (mort en 653) le roi des
Ui Maine.
Selon le vieux comte nommé Tromdámh Guaire (en) (La lourde compagnie de Guaire) ou Imtheacht na Tromdhaimhe (Les actes de la grande institution bardique) Guaire reçoit le visite de l'
Ollamh Érenn (en), Senchán Torpéist (en) qui est accompagné par 150 poètes et leur 150 pupilles « avec le nombre correspondant de servantes et de chiens, etc ».

## Dernières années et héritage
Guaire est mentionné après son frère Loingsech mac Colmáin (mort en 655) dans les Listes de Rois. Il est possible que sa défaite de
Carn Conaill ait été la cause d'une abdication temporaire et de son entrée dans la vie religieuseAprès la mort de Loingsech en 655, Guaire devient roi régional du Connacht et règne jusqu'à sa mort en 663. Il est inhumé à Clonmacnoise.
Dans les siècles suivants les Uí Fiachrach perdent le pouvoir face au profit des Uí Briúin, qui seront ensuite roi de Connacht. Dans le sud l'actuel Comté de Clare, le Déisi Tuisceart sera au VIIe siècle annexé comme Thomond par le Munster.

## Sources
- (en) Francis John Byrne, Irish Kings and High-Kings, Londres, Batsford, 1973 (ISBN 0-7134-5882-8)
- (en) T.W Moody, F.X. Martin, F.J. Byrne A New History of Ireland IX Maps, Genealogies, Lists. A companion to Irish History part II . Oxford University Press réédition 2011  (ISBN 9780199593064) Kings of Connacht to 1224 p. 138.